# Schizotricha profunda
Schizotricha profunda är en nässeldjursart som först beskrevs av Nutting 1900.  Schizotricha profunda ingår i släktet Schizotricha och familjen Halopterididae. Inga underarter finns listade i Catalogue of Life.